# El nieto del zorro
El nieto del zorro es una película de comedia y wéstern mexicana de 1948, escrita y dirigida por Jaime Salvador, y protagonizada por Adalberto Martínez «Resortes», Leopoldo «Polo» Ortin, Alicia Ravel, Delia Magaña y Lala Gil Bustamante. Esta película marca el debut de Gaby, Fofó y Miliki. Es una parodia del famoso personaje heróico de ficción El Zorro. El argumento y la secuencia de la película son similares y/o diferentes a los de la película, El siete machos (1951), de Mario Moreno «Cantinflas» en la que también participó Magaña. 

## Sinopsis
Resortes es tomado por el nieto del Zorro por ponerse unas ropas ajenas y, a partir de ello, empieza a comportarse como un héroe para ganarse el respeto y el cariño de Aurora Jimeno.

## Reparto
- Adalberto Martínez como Resortes.
- Leopoldo "Polo" Ortin como Otilio.
- Alicia Ravel como Aurora Jimeno.
- Delia Magaña como Matilde.
- Lala Gil Bustamante como Esmeralda, corista
- Gabriel Aragón "Gaby" como El Zorro
- Emilio Aragón "Miliki" como Amigo del Zorro.
- Alfonso Aragón "Fofó" como Amigo del Zorro.
- Eduardo Casado como Juez
- Miguel Manzano como Eleuterio Madrazo.
- Humberno Osuna como Cómplice de Eleuterio
- Edmundo Espino como Compañero del Zorro.